# Луиш ди Камоинш
Луиш Ваш ди Камоинш (на португалски: Luís Vaz de Camões) е португалски поет. Той е определян като националния поет на Португалия и е сравняван с Омир, Вергилий, Данте и Шекспир. Автор е на голям брой лирични и драматични произведения, но е запомнен най-вече с епичната си поема „Лузиадите“ (Os Lusíadas).

## Биография
Много подробности от живота на Камоинш остават неизвестни, но се смята, че е роден през 1524 в Лисабон в семейството на благородници от Северна Португалия. Той вероятно учи известно време в Университета на Коимбра, а през 1542 се връща в Лисабон, където води бохемски живот.
По-късно Луиш ди Камоинш участва във войните срещу маврите в Мароко, където губи едното си око. След завръщането си в Лисабон през 1552, той пробожда в гърлото един придворен служител и е изпратен в затвора. Освободен е през 1553, при условие че ще служи на краля в Индия.
Луиш ди Камоинш живее няколко години в Гоа, главния португалски център в Азия, като за известно време е в затвора за дългове. Той взема участие във военните експедиции към Малабар и Червено море. През 1556 заминава за Макао, където получава офицерска длъжност.
През 1558 Камоинш започва продължителното си завръщане към дома. Претърпява корабокрушение край делтата на Меконг, като оцелява хванат за дъска, едва спасявайки ръкописите си. Забавя се дълго време в Мозамбик и пристига в Лисабон едва през 1570.
През 1572 Луиш ди Камоинш публикува най-значителното си произведение Лузиада. За разлика от характерните за Ренесанса епични поеми, нейният сюжет не е митологичен. Тема на поемата е възходът на Португалия и разпространението на нейното влияние по целия свят, а нейни герои са видни личности от португалската история – от Алфонсу Енрикеш до Вашку да Гама.
Луиш ди Камоинш получава пенсия от крал Себащияу, но след неговата смърт в битката при Алкасарквивир тя е прекратена и поетът живее в бедност. На фона на продължаващите военни неуспехи и напредването на испанските войски към Лисабон той пише в едно свое писмо:
„Всички ще видят, че страната ми е толкова скъпа за мен, че съм доволен да умра не само в нея, но и заедно с нея.“
Луиш ди Камоинш умира в Лисабон през 1580 на 56-годишна възраст.